# British Rail Class 43 (HST)
British Rail Class 43 — скоростной пассажирский тепловоз, производившийся в 1975-82 годах британским заводом Кру Уоркс (англ. Crewe Works). Используется только в качестве головного вагона дизель-поезда InterCity 125. До 1993 года считался самым быстрым тепловозом, разогнавшись в 1987 году до 238 км/ч. Сейчас этот рекорд побит дважды, первый раз советским тепловозом ТЭП80, второй — испанским Talgo XXI.

## История создания
В конце 1950-х и начале 60-х встала острая необходимость увеличить среднюю скорость движения поездов, так как железная дорога стала проигрывать в конкуренции с новыми автострадами. С этой целью в начале 60-х в техническом железнодорожном центре в Дерби была созвана группа инженеров, их задачей была разработка скоростного поезда, который мог бы ездить на скоростях свыше 200 км/ч.
Первые два тепловоза British Rail Class 41 — прототип Class 43 — сошли с заводского конвейера в июне и августе 1972. Испытания нового локомотива прошли удачно, и в 1976 году компания British Rail официально объявила о вводе этих тепловозов в эксплуатацию. Перед началом серийного производства Class 41 был доработан, — в частности был кардинально изменён внешний вид тепловоза, над которым работал британский дизайнер Кеннет Грейндж. Модернизированный Class 41 стал классифицироваться как Class 43. Первый серийный тепловоз имел номер 43002. На Class 43 установлен двигатель Paxman Valenta, разработанный компанией «Paxman diesels» специально для этого типа локомотивов.

## Эксплуатация
Class 43 эксплуатируется только в качестве головного вагона локомотивного скоростного поезда InterCity 125. Состав IC125 состоит из двух тепловозов этой серии (по одному на каждом конце) и 6-8 пассажирских вагонов типа British Rail Mark 3. Максимально допустимая скорость поезда составляет 200 км/ч. Средняя графиковая скорость InterCity 125 может достигать 180 км/ч, среди дизель-поездов это самый высокий показатель. Составы эксплуатируются на многих железнодорожных линиях Британии. После приватизации «British Rail» тепловозы Class 43 стали принадлежать целому ряду железнодорожных компаний.
В настоящее время в эксплуатации находятся 192 тепловоза BR Class 43. Все тепловозы используются в качестве локомотивов скоростных поездов InterCity 125. Тепловозы компании «Network Rail» эксплуатируются в составе путеизмерителя, также сделанного на базе IC 125. 
На данный момент списаны 4 тепловоза этой серии, три из них были отправлены на слом после серьёзных железнодорожных аварий с участием поездов IC 125. Тепловоз Class 43-173 сильно пострадал в результате крушения на ст. Соутолл в западной части Лондона 19 сентября 1997 года, тогда состав InterCity 125 в результате проезда на красный свет протаранил грузовой поезд. 5 октября 1999 года IC 125, ведомый тепловозом Cl 43-011, лоб в лоб столкнулся с пригородным дизель-поездом. В результате катастрофы локомотив и первый вагон состава оказались полностью уничтожены огнём. 6 ноября 2004 года поезд, ведомый Cl 43-019, столкнулся с автомобилем на железнодорожным переезде, в результате тепловоз получил серьёзные повреждения, и был отправлен на слом после окончания расследования крушения.
Тепловоз British Rail Class 41 - 43000 — прототип Class 43 находится в железнодорожном музее в Йорке.

## Компании-операторы Class 43
| Компания                | Фотография | Кол-во локомотивов           |
| «CrossCountry»          |            | 10                           |
| «East Coast»            |            | 32                           |
| «East Midlands Trains»  |            | 24                           |
| «Great Western Railway» |            | 117                          |
| «Grand Central Railway» |            | 6                            |
| «Network Rail»          |            | 3 (в составе путеизмерителя) |